# Mirachowo
Mirachowo [miraˈxɔvɔ] (deutsch Mirchau, kaschubisch Mirochòwò) ist eine Ortschaft in der Stadt-und-Land-Gemeinde Kartuzy (Karthaus) im Powiat Kartuski der polnischen Woiwodschaft Pommern.

## Geographische Lage
Der Ort liegt in der Kaschubei im ehemaligen Westpreußen, etwa 14 Kilometer nordwestlich von Kartuzy und 40 Kilometer westlich von Danzig.

## Geschichte

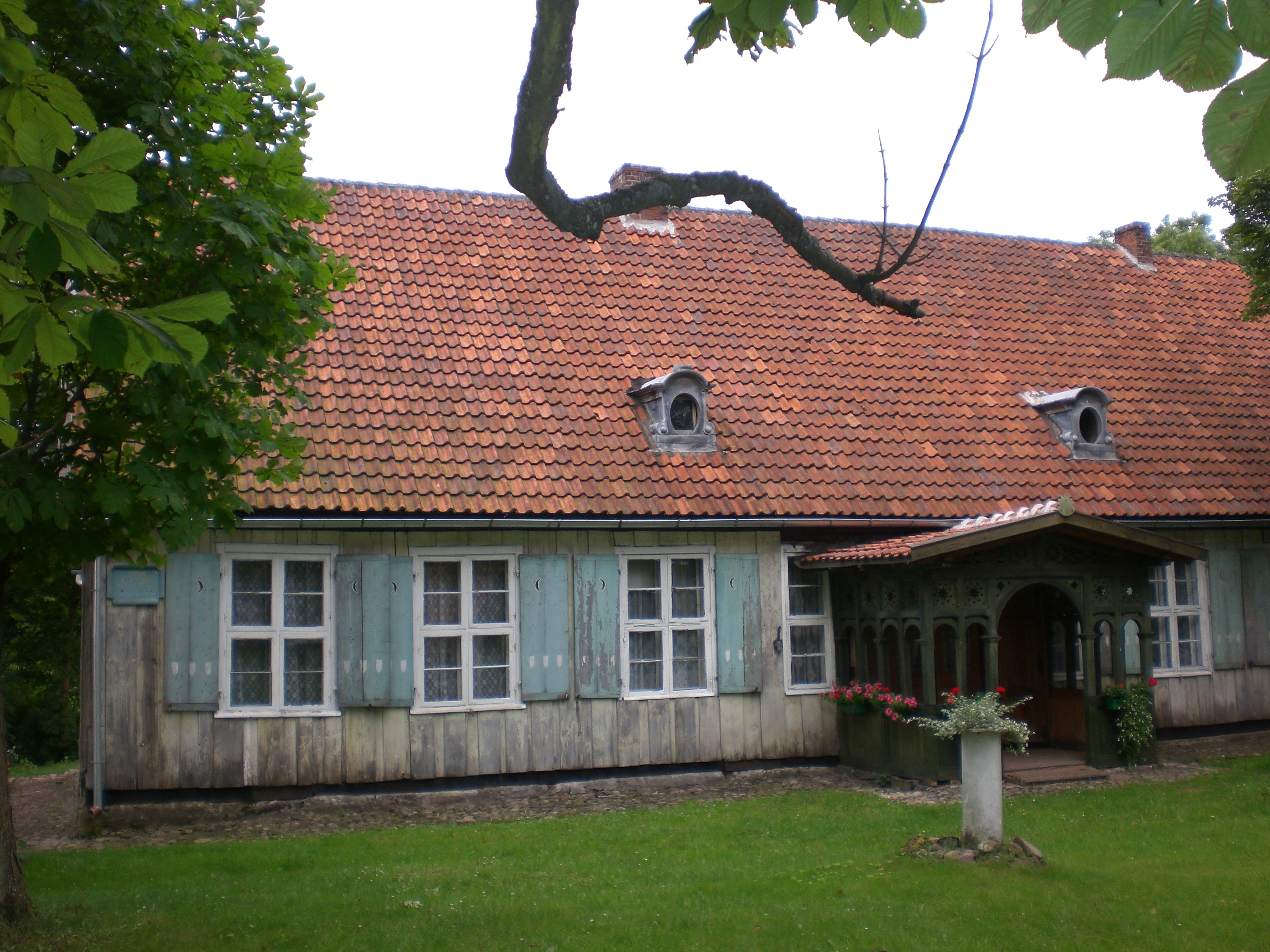
Wohnhaus im Dorf

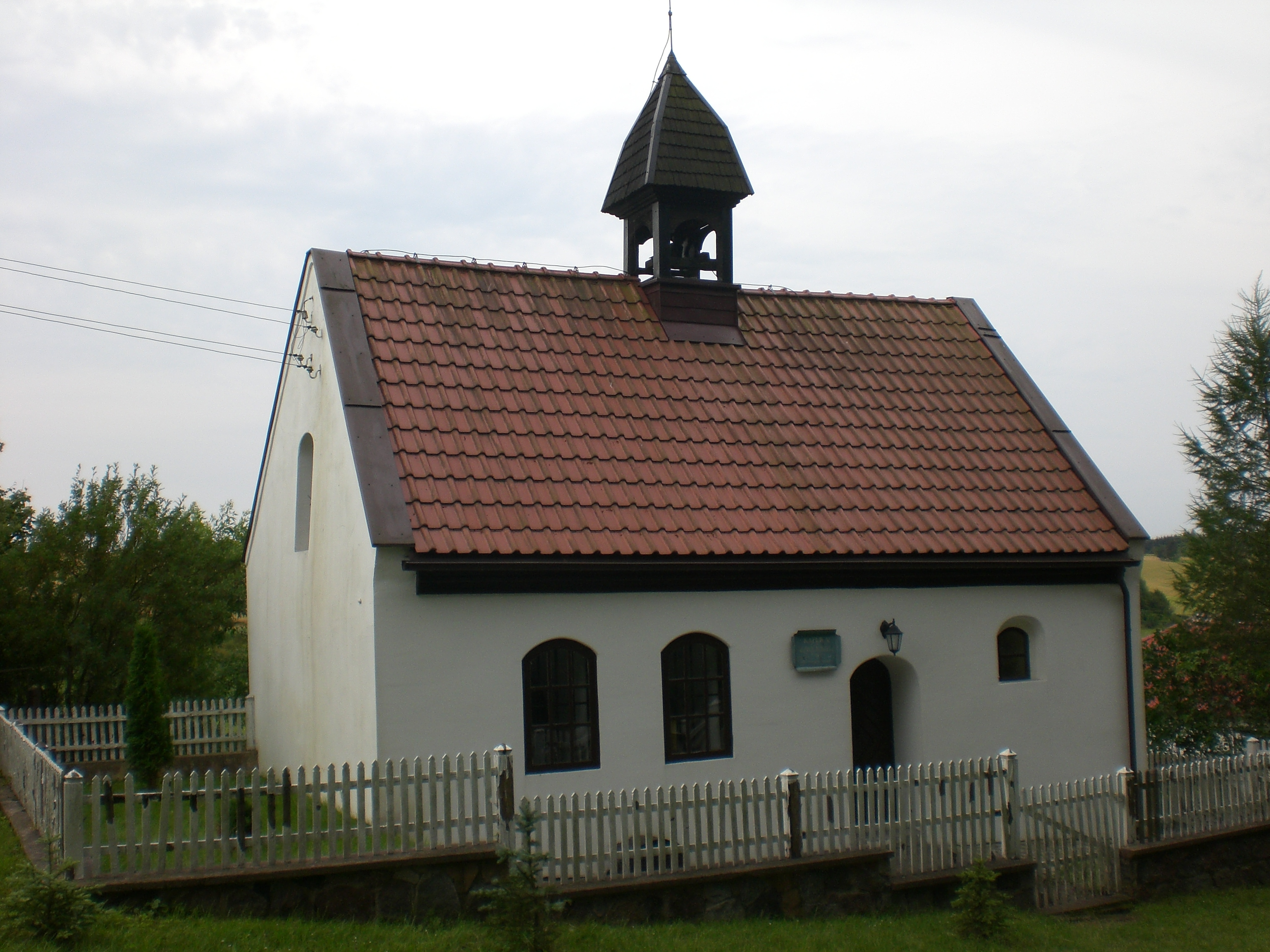
Dorfkapelle, erbaut 1740

Wie aufgefundene Grabbeigaben aus Bronze belegen, war die nähere Umgebung der Ortschaft in Pommerellen bereits in der Vorzeit besiedelt. Von 1308 bis 1466 gehörte Mirochowo oder Mirchau zum Deutschordensland Preußen und kam dann bei der Zweiteilung Preußens zum sezessionistischen westlichen Preußen, später auch als autonomes Preußen Königlichen Anteils bekannt, das sich freiwillig unter den Schutz der polnischen Krone begeben hatte. Mirchau war zu dieser Zeit Sitz eines Starosten in der 1454 gebildeten Woiwodschaft Pommerellen.
Nach der ersten polnischen Teilung 1772 kam Pommerellen zum Königreich Preußen. Von 1818 bis 1920 gehörte Mirchau zum preußischen Kreis Karthaus. Um die Mitte des 19. Jahrhunderts wird Mirchau als ein Bauerndorf mit einem Rittergut und einer Mahl- und Schneidemühle beschrieben. In der Ortschaft gab es auch eine Oberförsterei, eine Ziegelei und eine Gaststätte.
Im letzten Quartal des 19. Jahrhunderts waren das Dorf Mirchau und der Forstgutsbezirk Mirchau verwaltungstechnisch voneinander getrennt.
Nach Ende des Ersten Weltkriegs musste der größte Teil des Kreises Karthaus, darunter auch Mirchau, aufgrund der Bestimmungen des Versailler Vertrags im Januar 1920 zum Zweck der Einrichtung des Polnischen Korridors an Polen abgetreten werden und kam an die neue Woiwodschaft Pommerellen. Mirchau gehörte weiter zum Kreis Karthaus, nunmehr Powiat Kartuski genannt, der durch Abtretungen an den Kreis Danziger Höhe verkleinert worden war.
Als Folge des Überfalls auf Polen 1939 kam der Powiat Kartuski mit dem Dorf Mirchau als besetztes polnisches Gebiet völkerrechtswidrig ans Reichsgebiet und wurde nun dem besatzungsamtlichen neuen Regierungsbezirk Danzig im Reichsgau Danzig-Westpreußen, der deutsches und deutsch besetztes Danziger und polnisches Gebiet umfasste, zugeordnet. Gegen Ende des Zweiten Weltkriegs wurde Mirchau im Januar 1945 von der Roten Armee besetzt.
In der Folgezeit wurden unter deutscher Besatzung zugewanderte Deutsche vollzählig, wie auch angestammte deutschsprachige Polen, soweit sie nicht vorher geflohen waren, größtenteils aus dem Kreisgebiet vertrieben.

### Demographie
| Jahr | Einwohnerzahl | Anmerkungen |
| ---- | ------------- | --- |
| 1818 | 168           | [ 7 ] |
| 1840 | 411           | in 57 Häusern, einschließlich des Ritterguts |
| 1864 | 467           | am 3. Dezember, davon 277 im Gemeindebezirk und 190 im Gutsbezirk                                                                                            |
| 1871 | 500           | [ 9 ] |
| 1905 | 550           | [ 10 ] |
| 1910 | 521           | am 1. Dezember, davon 129 Evangelische, 380 Katholiken, acht Juden (150 mit deutscher, 366 mit kaschubischer und ein Einwohner mit polnischer Muttersprache) |

## Kirchspiel
Die evangelische Kirche in Mirchau wurde um die Mitte des 19. Jahrhunderts vom Gustav-Adolf-Werk gestiftet. Sie wurde 1860 geweiht. Zuvor waren die Evangelischen in Mirchau im Kirchspiel Rheinfeld eingepfarrt gewesen.
Die Katholiken der Ortschaft gehörten im 19. Jahrhundert zum Kirchspiel Sianowo.

## Trivia
In der juristischen Literatur ist ein Strafprozess festgehalten worden, in dem ein am Abend des 10. November 1869 in der Nähe des Dorfes Mirchau geschehener Mord an einem Bauern verhandelt wurde.